# فيرونيكا سيواك
فيرونيكا سيواك (بالإنجليزية: Veronica Sywak)‏ هي ممثلة أسترالية، ولدت في 11 أغسطس 1984 بسيدني في أستراليا.

## وصلات خارجية
- فيرونيكا سيواك على موقع IMDb (الإنجليزية)
- فيرونيكا سيواك على موقع قاعدة بيانات الفيلم (الإنجليزية)